# Драгутин Тодић
Драгутин Тодић (Прокупље, 30. јануар 1908 — Мостар, 29. април 1958) био је српски филмски и позоришни глумац.  

## Филмографија
|                   | 1940 | 1950 | Укупно |
| ----------------- | ---- | ---- | ------ |
| Дугометражни филм | 1    | 3    | 4      |

| Год.     | Назив                   | Улога \|- style="background: Lavender; text-align:center; " | 1940.-те | 1940.-те | 1940.-те | 1940.-те |
| 1946.    | У планинама Југославије | Блажа (као Д. Тодић)                                        |          |          |          |          |
| 1950.-те |                         |                                                             |          |          |          |          |
| 1955.    | Њих двојица             | Илија                                                       |          |          |          |          |
| 1955.    | Ханка                   | Управник имања                                              |          |          |          |          |
| 1956.    | Путници са Сплендида    | Капетан Јакша                                               |          |          |          |          |